# Arslan Senki
Arslan Senki (japanisch アルスラーン戦記 Arusurān Senki, auch The Heroic Legend of Arslan/Arislan) ist eine Fantasy-Roman-Serie von Yoshiki Tanaka. Sie erscheint seit 1986 in Japan und wurde in den 1990er Jahren als Manga und Anime adaptiert. Ab 2013 folgte eine neue Serie von Adaptionen, beginnend mit dem Manga The Heroic Legend of Arslan von Hiromu Arakawa.

## Inhalt
Als Prinz Arslan, Kronprinz des Königreichs Pars, mit vierzehn Jahren zu seinem ersten Kampf gegen das Nachbarkönigreich Lusitania antritt, wird dieser von einem General seines Vaters hintergangen und verliert in dem Gefecht nicht nur tausende seiner Gefolgschaft, sondern auch die Herrschaft über sein Königreich. Während sein Vater, König Andragoras III. in Gefangenschaft gerät, muss Arslan allein mit der Hilfe seines treuen Gefährten Daryun eine Armee aufbauen, um so sein Königreich zurückerobern zu können.
Doch dabei steht ihm nicht nur das feindliche Königreich Lusitania gegenüber; auch der mysteriöse Lord mit der Silbermaske, der ebenfalls eine Verbindung zur parsischen Königsfamilie zu haben scheint, hat es auf den Thron abgesehen.

## Entstehung und Veröffentlichung
Die Romanreihe erschien ab 1986 zunächst bei Kadokawa Shoten. Die Illustrationen fertigte Yoshitaka Amano. Seit die Reihe bei Kobunsha erscheint, werden Illustrationen von Shinobu Tanno verwendet.
Die Geschichte ist inspiriert von der mittelalterlichen Geschichte der Seldschuken, so ähneln die gezeigten Karten der Region zwischen dem Zweistromland und Indien. Die Gegner des Königs sind wie die Lusitanier römisch bzw. europäisch oder wie andere indisch inspiriert und auch die Hauptfigur Arslan ist an mehrere historische Figuren angelehnt, darunter Alp Arslan. Die Lusitanier sind angelehnt an die Kreuzfahrer des 12. Jahrhunderts und auch der Name ihres Königs, Inokentis, erinnert an die Päpste mit Namen Innozenz, ebenfalls in dieser Zeit.

## Anime

### Filme und Original Video Animation
Unter der Regie von Mamoru Hamatsu und Mihiro Yamaguchi entstand in den 1990er Jahren bei J.C.Staff ein Film und OVA-Reihe auf Grundlage der ersten Romane. Die Produktion umfasst jedoch keine komplette Geschichte, sondern bricht bei einem Cliffhanger ab. Die ersten beiden, 60 Minuten langen Kinofilme entstanden bei Animate Film, während die vier weiteren, 35 Minuten langen Folgen für den Videomarkt erschienen. Das Drehbuch für alle Teile schrieb Megumi Sugihara und das Charakterdesign entwarf Sachiko Kamimura. Die künstlerische Leitung lag bei Katsuyoshi Kanemura, Riki Nishikura und Yuji Ikeda. 
Vom 17. August 1991 bis zum 21. September 1995 erschien der Anime in Japan auf Video. Die ersten beiden Folgen wurden 1991 und 1992 auch in ausgewählten Kinos gezeigt. Es folgte 1993 die Veröffentlichung der Folgen 3 und 4 sowie 1995 dann der Folgen 5 und 6. Er wurde auch ins Englische, Spanische, Koreanische, Französische und Italienische übersetzt. Bei der amerikanischen Veröffentlichung wurden die Folgen 5 und 6 mit dem Untertitel Age of Heroes versehen, als sie gemeinsam veröffentlicht wurde, auch wenn es sich dabei nicht um eine eigene, abgeschlossene Geschichte handelt. Die Schreibweise des Titels und der Charaktere variiert zwischen den Veröffentlichungen – manche Änderungen rührten von erst später gemachten Vorgaben der japanischen Rechteinhaber.

### Fernsehserie
Zwischen 2015 und 2016 entstand auf Basis des Manga von Hiromu Arakawa eine Fernsehserie mit 33 Folgen.

### Synchronisation
| Rolle (Filme/OVA) | Japanische Stimme |
| ----------------- | ----------------- |
| Arslan            | Kappei Yamaguchi  |
| Narsus            | Kaneto Shiozawa   |
| Gieve             | Kazuki Yao        |
| Farangis          | Masako Katsuki    |
| Elam              | Nozomu Sasaki     |
| Daryun            | Kazuhiko Inoue    |

### Musik
Die Musik der Film-/OVA-Reihe schrieb Norihiro Tsuru. Die Abspanne wurden mit folgenden Lieder unterlegt:
- Kutsuato no hana von Mimori Yusa
- Tokimeki wo Believe von Yumi Tanimura
- Ryote Ippai von Shoko Suzuki

Außerdem wird das Lied Kokushi Tenshi II (告死天使Ⅱ) von Motoyoshi Hosotsubo im Verlauf der zweiten Folge verwendet.

## Manga
Im Shōjo-Magazin Asuka Fantasy DX erschien von November 1991 bis September 1996 eine Adaption der Romanreihe für das junge weibliche Publikum. Die Serie von Chisato Nakamura wurde vom Verlag Kadokawa Shoten auch in 13 Sammelbänden veröffentlicht.

## Videospiel
Mit The Heroic Legend of Arslan erschien 1993 ein Videospiel für Sega Mega-CD. Das Strategie-Rollenspiel orientierte sich inhaltlich an der Anime-Reihe.

## Rezeption
Die OVA-Serie wird in der Anime Encyclopedia für den deutlichen Qualitätsabfall in ihrem zweiten Teil kritisiert, während die ersten beiden auch im Kino gezeigten noch gute Qualität hätten. Das danach deutlich geringere Budget sei deutlich einfacherem Design und schlechter Animation zu erkennen. Die Produktion sei erkennbar vor allem als Werbung für die Romanreihe gedacht und lasse die Zuschauer mit nicht aufgelösten Cliffhangern zurück. Im Complete Anime Guide wird dagegen das Charakterdesign gelobt und insbesondere das androgyne Aussehen der jungen männlichen Charaktere hervorgehoben. Diese seien dennoch wie auch der Rest der Handlung nicht zimperlich, weswegen die Serie nicht für Kinder geeignet sei. Fred Patten kritisierte in seiner zeitgenössischen Kritik der englischen Fassung der letzten beiden Folgen, dass diese in der Schreibweise der Namen und der Übersetzung inkonsistent und verwirrend sei – bis dahin, dass König Andragoras für tot erklärt wird, nur um später wieder aufzutreten. Auch die bei den späteren Folgen deutlich abfallende Qualität der Animation wird von ihm kritisiert: Standbilder werden häufiger, Schnitte erratischer und der Zusammenhang zwischen den Szenen sei manchmal nur zu erraten.